# Frank Gersthofer
Frank Gersthofer (* 7. November 1940 in Plauen; † 5. August 2011 am Bodensee) war ein deutscher Intendant, Dramaturg und Opernsänger (Bariton).

## Leben
Gersthofer wuchs in Plauen, in der Steiermark, Berlin und Wiesbaden auf. Er besuchte das Wiesbadener Gutenberg-Gymnasium und legte 1961 das Abitur ab. Er studierte an der Johannes-Gutenberg-Universität Mainz Philosophie, Germanistik, Theaterwissenschaft und Geschichte. Gleichzeitig absolvierte er ein Gesangsstudium bei Ewald Böhmer (Bariton) und ab 1968 bei Karl Liebl (Tenor) und besuchte die Opernschule des Peter-Cornelius-Konservatoriums Mainz (Leitung: Pavel Fieber) bis 1971.
Von 1969 bis 1971 ließ sich Frank Gersthofer am Studienseminar Kaiserslautern zum Realschullehrer ausbilden, ergriff dann 1971 doch die Bühnenlaufbahn, für die er bereits ab 1963 am Hessischen Staatstheater Wiesbaden Erfahrungen gesammelt hatte.
Als lyrischer Bariton und Kavalierbariton, – seine erste Partie war der Graf Luna in Giuseppe Verdis Oper Il trovatore –, blieb er seiner ersten Theaterstation, dem Stadttheater Pforzheim, in vielen Hauptpartien in Oper, Operette und Musical lange treu. Dann wechselte er nach neun Jahren in die Chefetage des Theaters. Unter Intendant Glado von May wirkte er als Chefdisponent und Intendant-Stellvertreter von 1980 bis 1991 am Stadttheater St. Gallen. Er war vor allem für die Sänger-Besetzungen und -Engagements zuständig und initialisierte zahlreiche prominente Bühnenkarrieren. Viele musikalische Spielplanideen stammten von Gersthofer, der sich aufgrund seiner Ausbildung an Universität und Konservatorium auch als Dramaturg profilieren konnte. Auch während seines Engagements am Stadttheater St. Gallen trat Gersthofer als Sänger auf. In der Spielzeit 1982/83 trat er als Lord Tristan Mickleford in einer Neuinszenierung der Oper Martha auf. Als Partner von Elisabeth Glauser in der Titelrolle übernahm er dort in der Spielzeit 1983/84 den Junius in der Oper The Rape of Lucretia von Benjamin Britten. In der Spielzeit 1984/85 sang er dort den Marchese di Calatrava in der Neuinszenierung der Oper La forza del destino. In der Spielzeit 1985/86 war er in einer Neuinszenierung der Oper Die vier Grobiane in der Rolle des Maurizio zu hören. In der Spielzeit 1988/89 interpretierte er am Theater St. Gallen die Partie des Literaturprofessors Mr. Lavender-Gas in der Oper Hilfe, Hilfe, die Globolinks von Gian Carlo Menotti. In der Spielzeit 1989/90 übernahm er, allerdings „mit einer Minimalinvestition von Linie und unter zweitweiliger Umgehung von Taktstrichen“, den Dichter Pacuvio in einer Neuproduktion der Oper Die Liebesprobe.
Von 1991 bis 1997 war Gersthofer unter Intendant Pavel Fieber dessen persönlicher Referent, außerdem Betriebsdirektor und Chefdisponent am Pfalztheater Kaiserslautern. Daneben stand er, auch in großen Partien vom Figaro-Grafen bis  zum Müllkutscher Alfred P. Doolittle in My Fair Lady, immer wieder auf der Bühne. Seine erste eindrückliche Rolle war im März 1992 die Titelpartie in dem Musical Der Mann von La Mancha. In der Eröffnungspremiere der Spielzeit 1992/93 folgten im September 1992 die Rollen des Hermann und des Schlemihl in Hoffmanns Erzählungen von Jacques Offenbach. Im Januar 1993 sang er die komische Rolle des Pacuvio in der Premiere der Oper Die Liebesprobe (La pietra del paragone) von Gioachino Rossini. Im Januar 1994 kreierte er den Theaterdirektor in der Uraufführung der Oper Dracula oder Die gefesselte Ballerina von Richard Farber. In der Spielzeit 1995/96 übernahm er die Rolle des Baron Weps in einer Neuinszenierung der Operette Der Vogelhändler von Carl Zeller. Außerdem interpretierte er in der Spielzeit 1995/96 den Gerichtssekretär Tschao in der Oper Der Kreidekreis von Alexander Zemlinsky. Im Dezember 1996 war er außerdem „ein mit Buffostil überzeugender La Rocca“ in der Oper König für einen Tag von Giuseppe Verdi.
Zudem hatte Gersthofer die künstlerisch-organisatorische Aufgabe, das Pfalztheater auf seine neue Spielstätte vorzubereiten. 1995 wurde das neue Haus musikalisch mit Tannhäuser eröffnet. Auch in den sechs Jahren seiner Kaiserslauterer Theaterzeit gelang es Gersthofer wiederum, eine beachtliche Sängerqualität an das Haus zu binden.
Mit der Spielzeit 1997/98 wechselte Gersthofer an das Badische Staatstheater Karlsruhe. Unter Pavel Fieber als Generalintendant wurde Gersthofer leitender Musikdramaturg und stellvertretender Operndirektor. Bis 2002 hatte er im Musiktheater weitgehend freie Hand und konnte viele Spielplanideen verwirklichen. Auch während seiner Zeit in Karlsruhe war Gersthofer weiterhin als Opernsänger tätig. Er übernahm unter anderem 1999 bei den Händel-Festspielen den Abner in dem Oratorium Saul von Georg Friedrich Händel, den Zizel in der Oper Wenn ich König wär’ von Adolphe Adam, den Gefängnisdirektor Frank in der Operette Die Fledermaus von Johann Strauß und den Fleischer Lazar Wolf in dem Musical Anatevka von Jerry Bock. Weitere Rollen in Karlsruhe waren der Junker in Der Schatzgräber (1999) und  Erster Schäfer in  Daphne (2002).
Als Bariton bis Spielbass und Schauspieler stand Gersthofer in weit über 120 Partien und Rollen auf den Bühnen folgender Theater: Staatstheater Wiesbaden, Stadttheater Pforzheim, Städtische Bühnen Münster, Stadttheater St. Gallen, Stadttheater Regensburg, Hamburgische Staatsoper, Landestheater Salzburg, Pfalztheater Kaiserslautern, Pfalzbau Ludwigshafen, Theater Winterthur, Teatro La Zarzuela Madrid, Musiktheater im Revier Gelsenkirchen, Staatstheater Karlsruhe, Staatstheater Kassel, Semperoper Dresden, Oper Leipzig (MuKo), Theater Konstanz und Opernhaus Halle.
1988 übernahm er am Teatro Lirico Nacional La Zarzuela in Madrid die Sprechrolle des Bassa Selim in dem Singspiel Die Entführung aus dem Serail von Wolfgang Amadeus Mozart.
Er gastierte 1989 bei den Opernfestspielen Versailles, außerdem trat er bei den Luisenburg-Festspielen in Wunsiedel, bei den Opernfestspielen Heidenheim (u. a. 2004 in La traviata) und bei den Burgfestspielen Mayen auf.
Nach 2002 ohne festes Engagement und seit 2005 Rentner in der Pfalz, war Gersthofer weiterhin als Gast an Theatern und bei Festspielen tätig. In der Spielzeit 2004/05 hatte er ein Gastengagement am Pfalztheater Kaiserslautern. Auch beriet er in Castingfragen 2006/2007 den Staatsopernintendanten Ulrich Peters vom Staatstheater am Gärtnerplatz in München. Im Juli 2008 sang er wiederum den Lazar Wolf in Anatevka am Theater Konstanz. Im Oktober 2008 übernahm er am Pfalztheater Kaiserslautern in einer Neuinszenierung den Hagen in der Operette Die lustigen Nibelungen von Oscar Straus und von Oktober bis Dezember 2010 die Rollen Benoit und Alcindoro in der Neuinszenierung von Puccinis Oper La Bohème.
Frank Gersthofer hatte fünf Kinder aus zwei Ehen und war dreifacher Großvater.